# Ludwig Conrad Leopold Wibel
Ludwig Conrad Leopold Wibel (* 16. Januar 1768 in Glückstadt; † 26. Juli 1833 in Eutin) war ein oldenburgischer Regierungsbeamter und von 1817 bis 1831 erster Regierungspräsident im zu Oldenburg gehörenden Fürstentum Birkenfeld.

## Leben
Wibel entstammte einer Beamtenfamilie und war der Sohn des Obersachwalters Georg Friedrich Wibel. Er studierte Rechtswissenschaften an den Universitäten Göttingen und Kiel und wurde anschließend 1790 Auskultator bei der Regierungskanzlei für das Holstein in seiner Heimatstadt.
1795 wechselte er als Kanzleisekretär zur Regierungs- und Justizkanzlei in die Residenzstadt des Fürstentums Lübeck Eutin. 1797 wurde er zum Kanzleiassessor ernannt und 1804 zum Kanzlei- und Regierungsrat befördert. Im selben Jahr wurde er außerdem Mitglied der „Literär-Gesellschaft“ in Eutin.
1817 übertrug Herzog Peter I. Wibel die Verwaltung des im Wiener Kongress Oldenburg zugesprochenen Fürstentums Birkenfeld. Als Vorsitzender der vorläufigen Verwaltungskommission nahm er das Gebiet im April 1817 gemeinsam mit dem Bundestagsgesandten Günther von Berg für das Großherzogtum Oldenburg in Besitz und wurde am 2. September 1817 zum ersten Regierungsdirektor ernannt. In der Folge konnte Wibel die Schwierigkeiten der Anfangsphase der oldenburgischen Verwaltung zwar überwinden, wurde aber seit 1820 mit zunehmender Schärfe wegen seiner schwächlichen Amtsführung kritisiert. Eine Generalvisitation, die der nun zum Staatsminister ernannte Günther von Berg 1830 durchführte, bestätigte diese Vorwürfe. In der Folge wurde Wibel im Juni 1831 durch Laurenz Hannibal Fischer ersetzt, der mit seinem autokratisch-patriarchalischen Stil die Regierung unnachgiebig aber auch tatkräftig führte. Wibel trat in den Ruhestand, den er in Eutin verlebte, wo er zwei Jahre später starb.

## Familie
Wibel heiratete am 13. Oktober 1797 Luise Friederike geb. von Mecklenburg († 1825), die Tochter des Land- und Regierungsrates Friedrich Wilhelm von Mecklenburg. Die beiden Söhne des Paares Wilhelm (1800–1864) und Ernst (1802–1863) wurden jeweils Abgeordnete des oldenburgischen Landtags. Die Tochter Maria Amalia Anna (1798–1833) heiratete den oldenburgischen Oberregierungsrat Ernst Hellwag (1780–1862). Der aus dieser Ehe entstammende Sohn Wilhelm Hellwag (1827–1882), Wibels Enkel, wurde ein bedeutender Eisenbahntechniker.